# استان اوساکا

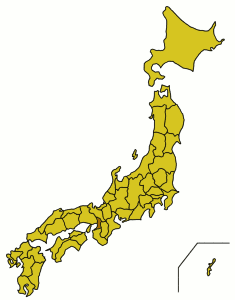
استان اوساکا ، ژاپن.

استان اوساکا  (به ژاپنی: 大阪府) یکی از استان‌های کشور ژاپن است.
این استان در ناحیه کانسای (کینکی) و در جزیرهٔ هونشو قرار دارد. مرکز این استان، شهر اوساکا است.
این استان در سال ۱۸۶۸ یعنی در آغاز دورهٔ امپراتور مِیجی تأسیس شده‌است.